# مجرة UDF 423

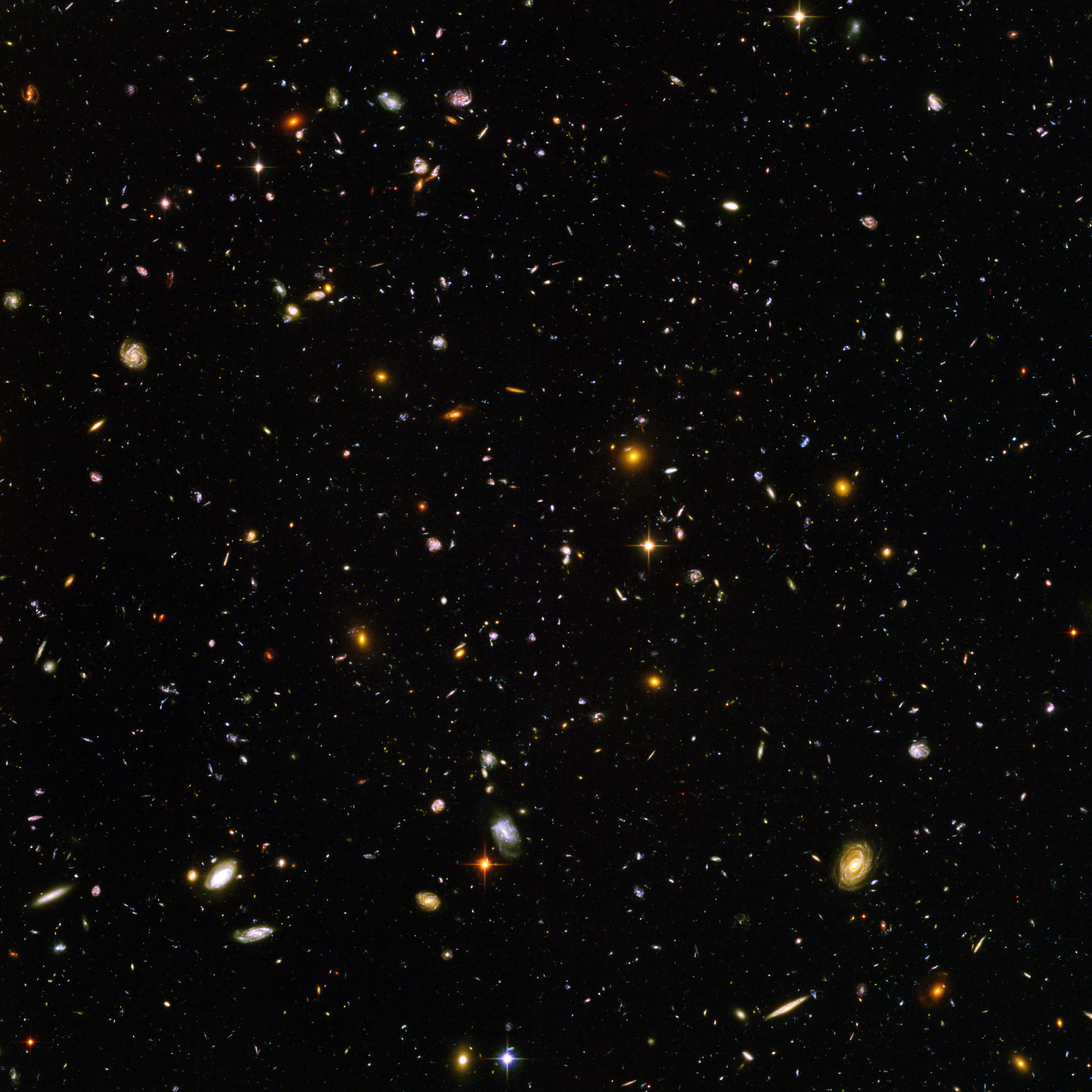
UDF 423 هي المجرة الحلزونية في الربع الأيمن السفلي من حقل هابل شديد العمق.

المجرة UDF 423 تعرف عليها تصوير هابل شديد العمق (UDF) لمجرة حلزونية بعيدة. لمعان بـ قدر ظاهري 20 . UDF 423 هي واحدة من ألمع المجرات في حقل هابل شديد العمق ولديها أيضًا أحد أكبر قدر ظاهري في HUDF.

## قياسات المسافة
تعتمد «مسافة» مجرة بعيدة على كيفية قياسها. مع انزياح أحمر بمقدار 1، يُقدر أن الضوء الصادر من هذه المجرة قد استغرق حوالي 7.7 مليار سنة للوصول إلى الأرض. ومع ذلك، نظرًا لأن هذه المجرة تبتعد عن الأرض، فإن مسافة الانتقال الحالية تقدر بحوالي 10 مليار سنة ضوئية.  في السياق فإن تلسكوب هابل يشاهد هذه المجرة كما ظهرت عندما كان عمر الكون حوالي 5.9 مليار سنة. 

## أنظر أيضا
- قائمة الحقول العميقة
- SXDF-NB1006-2